# NGC 317A

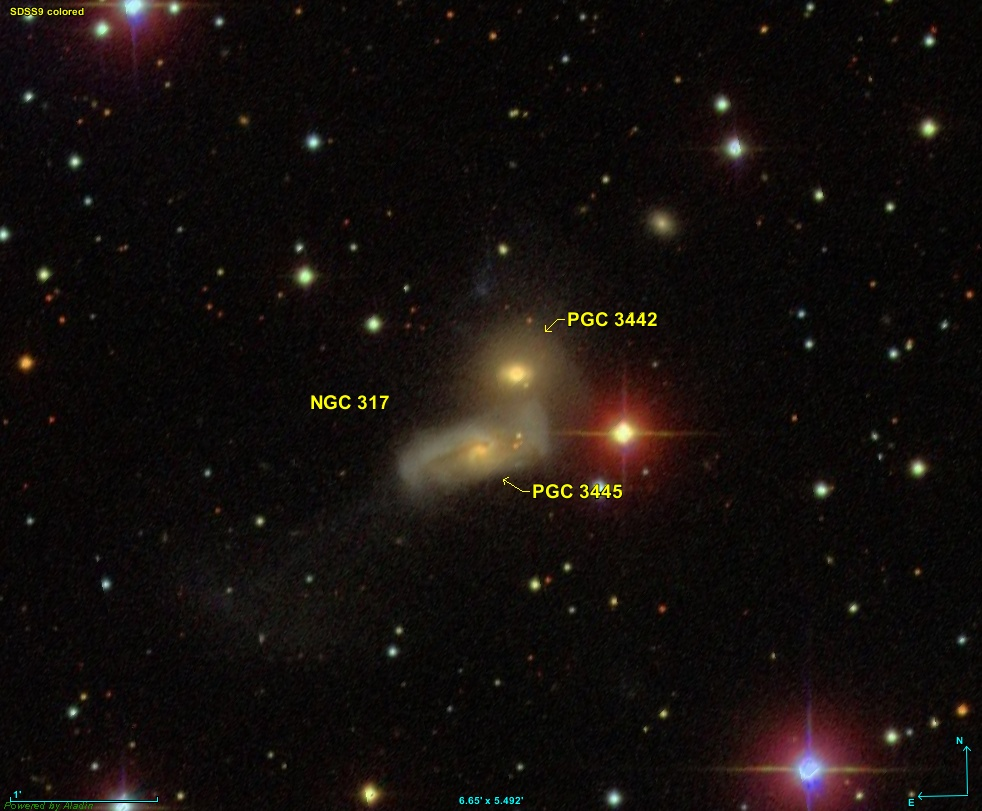
NGC 317A

NGC 317A是一个位于仙女座的透镜状星系。距離地球約2.2億光年，視星等13.5。該星系於1885年10月1日被路易斯·斯威夫特發現。附近有另一個距離地球更遠的星系NGC 317B。

## 外部連結
- （英文） NASA/IPAC Extragalactic Database（页面存档备份，存于）
- （英文） SIMBAD Astronomical Database（页面存档备份，存于）
- （英文） SEDS